# Awarische Sprache (Steppenvolk)
Die awarische Sprache war die Sprache der Awaren, eines aus Zentralasien verdrängten Steppenvolkes, das von der Mitte des 6. bis zum Beginn des 9. Jahrhunderts auch in Ostmitteleuropa als regionale Herrscher und als Foederaten der Byzantiner und Langobarden eine wichtige Rolle spielte. Aufgrund des geringen überlieferten Materials konnte die Sprache keiner Sprachfamilie zugeordnet werden.

## Sehr dürftiges Sprachmaterial
Versuche der Sprachwissenschaft, die Sprache der Awaren zu identifizieren, müssen bisher als gescheitert betrachtet werden. Der Grund dafür liegt primär im äußerst dürftig überlieferten Sprachmaterial der Awaren (im Wesentlichen einige Eigennamen, Titel und Landschaftsbezeichnungen), das eine Entscheidung, zu welcher Sprachfamilie das Awarische gehört, fast unmöglich macht. Es ist nicht einmal sicher, ob die Awaren nur eine einzige Sprache gesprochen haben oder – möglicherweise als multiethnische Gruppe – mehrere Sprachen in ihrem Herrschaftsbereich verwendeten. Auch ist ein Sprachwechsel im Verlauf ihrer historischen Entwicklung nicht ausgeschlossen.
Selbst bei Steppenvölkern, bei denen relevante Sprachreste vorhanden sind, ist die Zuordnung zu einer Sprachfamilie schwierig, da die überlieferten Wörter auch weitgehend Lehnwörter aus anderen Sprachen sein könnten und damit in die Irre führen. (Dieses Problem tritt besonders bei Personennamen und Titeln auf, die häufig aus anderen Sprachen übernommen sind.)
Dass die schlechte Ausgangssituation bei der Erforschung des Awarischen zu verschiedenen Hypothesen über die Zugehörigkeit dieses Volkes und seiner Sprache geführt hat, ist verständlich. Alle Hypothesen müssen auf Basis des vorhandenen Materials prinzipiell eher als spekulativ angesehen werden. (Auch wenn Linguisten solche Vorbehalte klar einräumten, wurden ihre Hypothesen von Historikern gern als bewiesene Tatsachen aufgegriffen.)

## Mongolische und türkische Hypothesen
Die Altaisten Paul Pelliot und Karl Heinrich Menges versuchten zu belegen, dass das Awarische eine mongolische Sprache sei. Diese Ansicht wurde von vielen Forschern geteilt, ist aber problematisch, da die mongolische Sprache erst im 13. Jahrhundert greifbar wird, das Awarische aber mehrere hundert Jahre älter ist und im 13. Jahrhundert längst ausgestorben war.
Die Turkologen Zoltán Gombocz, Gyula Németh und Gyula Moravcsik hielten dagegen die Awaren für ein Turkvolk und ihre Sprache für türkisch, immer unter den oben genannten Vorbehalten.

## Mehrsprachigkeit, Sprachwechsel, isolierte Sprache?
In der neueren Diskussion (z. B. Lajos Ligeti) wird grundsätzlich auch mit der Mehrsprachigkeit oder einem Sprachwechsel der Awaren gerechnet. Außerdem könnte das Awarische – wie die hunnische Sprache, deren Problematik ähnlich liegt – gar keiner bekannten Sprachfamilie angehören, also isoliert sein.
Der einzige zeitgenössische (byzantinische) Bericht über die Sprache der Awaren (von einem gewissen „Archonten“ des Herrschers Kuwer) nennt vier Sprachen, die unter den Awaren gesprochen wurden, nämlich „ihre eigene Sprache“ ebenso wie die der Römer (Latein oder Griechisch), Slawisch und Bulgarisch, was in der Tat auf eine mehrsprachige Situation zumindest im Machtzentrum hinweist. Manche Forscher halten es auch für möglich, dass die Awaren seit dem 8. Jahrhundert zum Slawischen übergegangen sind, da sie in jener Zeit enge Allianzen mit slawischen Gruppen eingegangen waren.

## Namen und Titel
Die überlieferten Namen der Awaren (z. B. Targitios, Apsich und Kandich, insgesamt nur etwa zehn) lassen sich skythisch, „hunnisch“, mongolisch oder tschuwaschisch-turkisch erklären. Der Titel „Chagan“ ist turksprachlich oder mongolisch zu deuten. Andere Rangtitel der späteren Awaren ähneln denen der gleichzeitigen bulgarischen und chasarischen Titel, ihre Verbreitung geht wahrscheinlich auf das türkische Chaganat zurück.

## Einige Runeninschriften
Aus awarischen Gräbern sind ein Dutzend Knochenobjekte mit einer Runenbeschriftung gefunden worden, die längste Inschrift steht auf einer Nadelbüchse aus dem 8. Jahrhundert (58 Zeichen). Die Schrift entspricht nach András Róna-Tas dem Zeichenbestand auf den Goldgegenständen von Nagyszentmiklós. Schlüsse auf die sprachliche Zugehörigkeit erlauben diese Inschriften bisher nicht, wenn auch Róna-Tas vorsichtig eine turkische Entzifferung vorschlägt (er bezeichnet seinen Versuch selbst als hypothetisch). Ein Zusammenhang mit den germanischen Runen besteht nicht.
Überhaupt war die Verwendung der Runenschrift bei den Awaren nach der jetzigen Fundsituation eher ein marginales Phänomen. Sie wurde sicherlich nicht im Alltag oder der Verwaltung, sondern nur im religiös-kultischen Kontext benutzt. Hier besteht auch die Möglichkeit, dass die Sprache der awarischen Runeninschriften gar nicht Awarisch, sondern eine ältere Ritualsprache ist.

## Fazit
Das vorliegende Sprachmaterial der awarischen Sprache ist zu dürftig, um über die Zugehörigkeit zu einer Sprachfamilie zu entscheiden. Weder die mongolische noch die turksprachliche Hypothese ist unwahrscheinlich, aber keine von beiden ist nachgewiesen. Es bleiben auch andere Möglichkeiten: mehrere „awarische“ Sprachen, Sprachwechsel, isolierte Sprache. Die awarischen Runeninschriften sind marginal und können keineswegs als allgemeine Verschriftung der awarischen Sprache aufgefasst werden. Sie betreffen eher eine zu rituellen Zwecken genutzte Sondersprachform, die nicht einmal awarisch sein muss. Ihre Interpretation als türkisch ist hypothetisch.